# 群馬県立前橋高等特別支援学校
群馬県立前橋高等特別支援学校（ぐんまけんりつ まえばしこうとうとくべつしえんがっこう）は、群馬県前橋市にある高等特別支援学校。平成20年4月より、伊勢崎分校を開校し、高等部 普通科 産業科が置かれた。平成27年4月より、現在の校名となり、伊勢崎分校は「伊勢崎高等特別支援学校」として、単独校化された。

## 設置学科
- 高等部
  - 普通科
  - 職業科（農業園芸科、産業工芸科、家政被服科）

## 所在地
- 群馬県前橋市青梨子町233-1

## 沿革
- 1997年（平成9年）4月1日 - 開校
- 2008年（平成20年）4月1日 - 伊勢崎分校を群馬県伊勢崎市境492に開校
- 2015年（平成27年）4月1日 – 校名変更、伊勢崎分校単独校化